# رامون اس. انگ
رامون اس. انگ (به انگلیسی: Ramon S. Ang) (زاده ۱۹۵۰) کارآفرین و مدیر ارشد اجرایی فیلیپینی است، که در حال حاضر به‌عنوان مدیر عامل اجرایی شرکت سان میگل و رییس هیئت مدیره شرکت‌های پترون و هواپیمایی فیلیپین فعالیت می‌نماید.